# Упалі ангели (фільм, 2002)
Упалі ангели (англ. Fallen Angels) — фільм жахів.

## Сюжет
Жіноча школа Святого Ангела, в якій п'ять років тому сталася страшна трагедія, зберігає свої похмурі таємниці. Чутки про привидів, що живуть у шкільному будинку, і бажання позбутися від болісних спогадів наклали печать мовчання на уста чотирьох колишніх учениць, які залишилися в живих.
Але через роки пробивному голлівудському продюсеру вдалося розшукати одну з екс-школярок. А потім переконати її і всіх інших зняти фільм про зловісні і загадкові події тієї фатальної ночі. Продюсер впевнений, що на цій історії вдасться добре заробити, але майже ніхто із знімальної групи не підозрює, що в руїнах школи криється ще чимало жахливих і смертельно небезпечних таємниць.

## У ролях
- Есме Еліот — Нелл Фішер
- Майкл Айронсайд — шериф Ед Руні
- Кай Візінґер — Том Крейвен
- Даллас Кемпбелл — Бретт Мюррей
- Еллі Фейрмен — Наталі Лоуренс
- Мелісса Сімонетті — Мелані Флейшер
- Джефф Фейгі — доктор Річард Лейтон
- Мара Дервент — Сьюзан Купер
- Тоні Аруна Еббі — Мік Шуман
- Кассандра Белл — Джейд Боуман
- Макс Браун — Бред
- Діого Ребело
- Емма Вілліс — Лорі Кемпбелл
- Емілі Бут — Саллі Мунро

## Виробництво
Фільм отримав рейтинг R через деякі сцени насильства та сексуальності.
Під час сцени в офісі Мелані Флейшер можна побачити плакат на стіні позаду неї. Це оригінальний плакат, який використовувався для реклами першого фільму Йена Девіда Діаза Убивча зона (1999).

## Сприйняття
Рейтинг на IMDb — 4,0/10.